# Aeropuerto Internacional Kingsford Smith

Mapa de Aeropuerto

El Aeropuerto Internacional Kingsford Smith o Aeropuerto de Sídney (IATA: SYD, OACI: YSSY) se encuentra en el barrio de Mascot en Sídney, Australia. Es el aeropuerto principal de esa ciudad y es la mayor base de Qantas. Es el aeropuerto más grande de Australia con 38 millones de pasajeros por año. En el año 2020 se espera que hayan 68 millones pasajeros por año.
Situado a los costados de Botany Bay el aeropuerto es accesible tanto en automóvil como en tren. En temas de proporción es el aeropuerto más pequeño de una Capital Australiana. Kingsford Smith tiene tres pistas conocidas como la Este-Oeste la Norte-Sur y la Paralela.

## Historia
Originalmente fue declarado como un aeródromo en 1920. En 1953 fue renombrado Sydney (Kingford Smith) International Airport en honor a Charles Kingsford Smith un pionero de la aviación australiana.
Las primeras pistas del aeropuerto fueron construidas en 1933, todas en tierra. En los años 1960 se veía la necesidad de una nueva terminal y los trabajos para construirla comenzaron en 1966. La nueva terminal fue inaugurada oficialmente el 3 de mayo de 1970 por la Reina Isabel II del Reino Unido. En los años 1970 se amplió la pista Norte-Sur para ser una de las pistas más largas en el hemisferio sur.
En los años 1960 las limitaciones por tener solo dos pistas que se cruzaban estaban claras. Varios gobiernos discutieron sobre la capacidad del aeropuerto durante décadas. Finalmente se tomó la decisión, muy controvertida, de construir una tercera pista, la Paralela y la propuesta más que anticipada para construir un nuevo aeropuerto en la periferia de Sídney fue abandonada definitivamente. 
Igualmente, cuando la pista paralela fue construida era todavía un tema de discusión política por causa de más movimientos y sonidos aeronáuticos sobre los barrios de Sídney. 
En los años 1990 se vio la formación del Partido Antirruido Aeronáutico que era como una fuerza local en las elecciones federales. Sin embargo ha habido cambios muy importante para el Aeropuerto de Sídney introducidas por el primer ministro John Howard:
1. toque de queda de Aviones
2. Operación de Cauce
3. Trayectorias sobre el agua
4. Continuación de la disminución del ruido

En 2002 el Gobierno Australiano vendió el Sydney Airports Corperation (el operador del aeropuerto) a Southern Cross Airports Corporation Holdings Ltd. Es mayoritariamente propiedad de Maquarie Bank. La empresa tiene un arriendo sobre el aeropuerto que es Crown Land. Esto resultó los caros costos de los usuarios del aeropuerto. 
Desde que la terminal internacional fue completada, el aeropuerto ha tenido varios cambios y está teniendo una gran expansión que durará 20 años (2005-2025). Esta expansión incluirá un alto edificio de oficinas, la construcción de un aparcamiento de varios pisos y la expansión de todos las terminales. La expansión más reciente y otros planes políticos de Maquarie Bank son controvertidos por el hecho de que los municipios, que normalmente son la autoridad local para esos tipos de cambios, no tienen jurisdicción sobre el aeropuerto y por eso desde abril de 2006 algunas propuestas están congeladas.

## Aerolíneas y destinos

Ciudades internacionales con enlaces directos de pasajeros con Sídney.

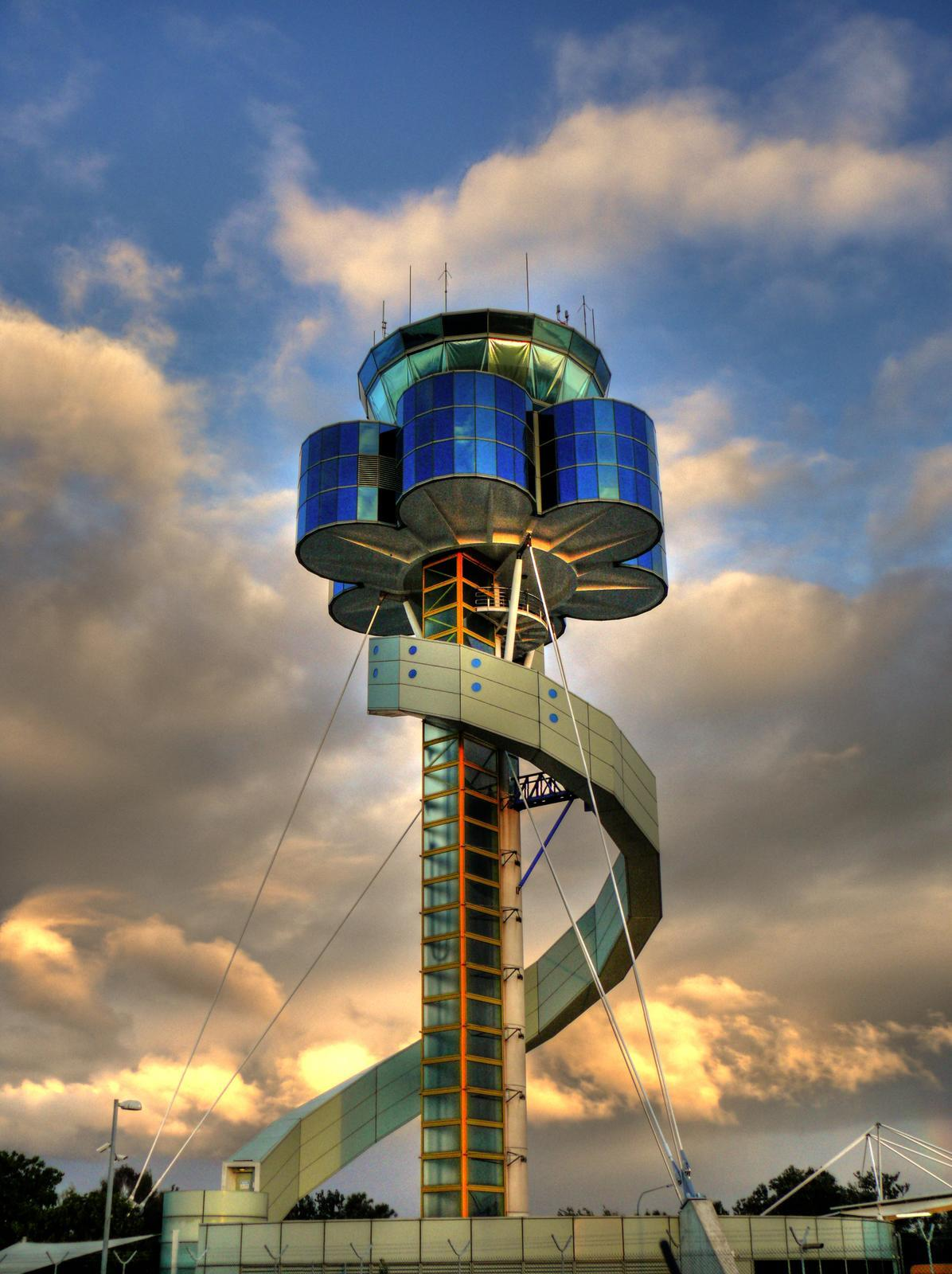
Torre de control

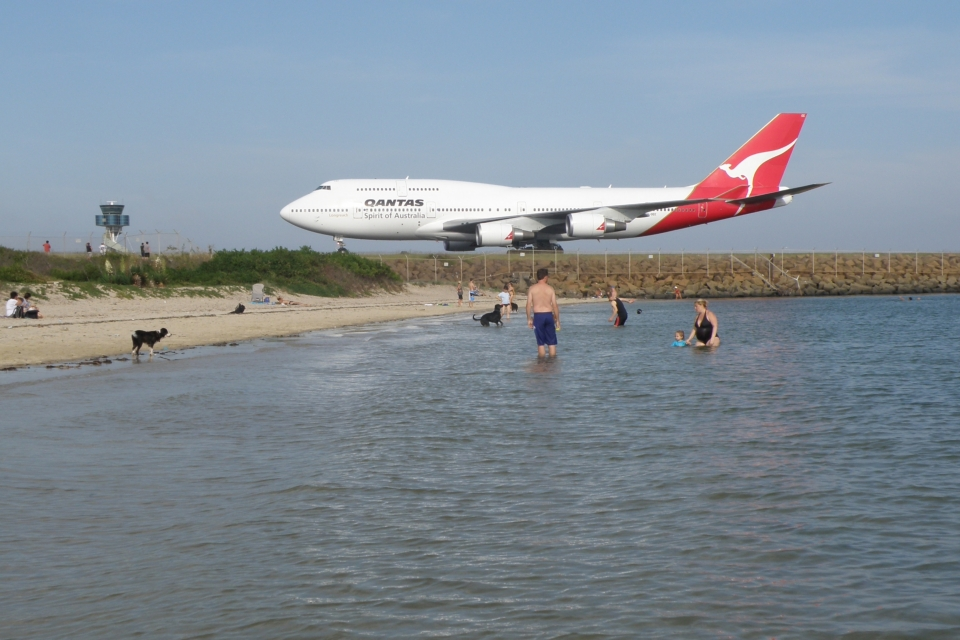
Reactor de Qantas en rodadura con la zona de observación y la playa Botany Bay al fondo

### Terminales
El aeropuerto de Kingsford Smith tiene 3 terminales principales. Las cuales son:
- T1: Terminal internacional
- T2: Antiguamente Ansett Domestic Terminal
- T3: Antiguamente Qantas Domestic Terminal

### Destinos nacionales
| Aerolíneas                               | Destinos |
| ---------------------------------------- | --- |
| FlyPelican                               | Mudgee, Newcastle |
| Jetstar Airways                          | Adelaida, Avalon, Ayers Rock, Ballina, Brisbane, Cairns, Darwin, Gold Coast, Hobart, Isla Hamilton, Launceston, Melbourne, Perth, Sunshine Coast, Townsville                                                    |
| Qantas                                   | Adelaida, Alice Springs, Brisbane, Cairns, Camberra, Darwin, Gold Coast, Isla Hamilton, Melbourne, Perth Estacional: Broome                                                                                     |
| QantasLink operado por Eastern Australia | Albury, Armidale, Camberra, Coffs Harbour, Dubbo, Isla de Lord Howe, Moree, Port Macquarie, Tamworth, Toowoomba, Wagga Wagga                                                                                    |
| QantasLink operado por Cobham Aviation   | Adelaida, Camberra, Gold Coast, Hervey Bay, Hobart, Isla Hamilton, Sunshine Coast |
| Regional Express Airlines                | Albury, Armidale, Ballina, Bathurst, Broken Hill, Cooma, Dubbo, Grafton, Griffith, Lismore, Merimbula, Mildura, Moruya, Narrandera, Newcastle, Orange, Parkes, Taree, Wagga Wagga                               |
| Tigerair Australia                       | Adelaida, Brisbane, Cairns, Coffs Harbour, Gold Coast, Melbourne, Perth, Proserpine |
| Virgin Australia                         | Adelaida, Albury, Ayers Rock, Ballina, Brisbane, Cairns, Camberra, Coffs Harbour, Darwin, Gold Coast, Hervey Bay, Hobart, Isla Hamilton, Launceston, Melbourne, Perth, Port Macquarie, Sunshine Coast, Tamworth |

### Destinos internacionales
| Ciudades por países                          | Nombre del aeropuerto                          | Aerolíneas                                                                            | Aeronaves                                             | Frecuencias semanales |        |
| África                                       | África                                         | África                                                                                | África                                                | África                | África |
| -------------------------------------------- | ---------------------------------------------- | ------------------------------------------------------------------------------------- | ----------------------------------------------------- | --------------------- | ------ |
| Sudáfrica (1 destino, 1 aerolínea)           |                                                |                                                                                       |                                                       |                       |        |
| Johannesburgo                                | Aeropuerto Internacional de Johannesburgo      | Qantas                                                                                | B787-9                                                |                       |        |
| Norteamérica                                 |                                                |                                                                                       |                                                       |                       |        |
| Canadá (1 destino, 2 aerolíneas)             |                                                |                                                                                       |                                                       |                       |        |
| Vancouver                                    | Aeropuerto Internacional de Vancouver          | Air Canada Qantas                                                                     | B777-233LR B787-9                                     |                       |        |
| Estados Unidos (6 destinos, 6 aerolíneas)    |                                                |                                                                                       |                                                       |                       |        |
| Dallas/Fort Worth                            | Aeropuerto Internacional de Dallas-Fort Worth  | Qantas                                                                                | B787-9                                                |                       |        |
| Honolulu                                     | Aeropuerto Internacional de Honolulu           | Hawaiian Airlines Jetstar Airways Qantas                                              | A330-243 B787-8                                       |                       |        |
| Houston                                      | Aeropuerto Intercontinental George Bush        | United Airlines (Estacional)                                                          | B787-9                                                |                       |        |
| Los Ángeles                                  | Aeropuerto Internacional de Los Ángeles        | American Airlines Delta Airlines Qantas United Airlines                               | B777-323ER A350-941 A380-842 / B787-9                 |                       |        |
| Nueva York                                   | Aeropuerto Internacional John F. Kennedy       | Qantas (Vía AKL)                                                                      | B787-9                                                |                       |        |
| San Francisco                                | Aeropuerto Internacional de San Francisco      | Qantas United Airlines                                                                | B787-9 B777                                           |                       |        |
| Sudamérica                                   |                                                |                                                                                       |                                                       |                       |        |
| Chile (1 destino, 2 aerolíneas)              |                                                |                                                                                       |                                                       |                       |        |
| Santiago de Chile                            | Aeropuerto Internacional Arturo Merino Benítez | LATAM Airlines Qantas                                                                 | B787-9                                                |                       |        |
| Asia                                         |                                                |                                                                                       |                                                       |                       |        |
| Catar (1 destino, 1 aerolínea)               |                                                |                                                                                       |                                                       |                       |        |
| Doha                                         | Aeropuerto Internacional Hamad                 | Qatar Airways                                                                         | A380-861                                              |                       |        |
| China (17 destinos, 8 aerolíneas)            |                                                |                                                                                       |                                                       |                       |        |
| Chengdú                                      | Aeropuerto Internacional de Chengdu-Tianfu     | Sichuan Airlines                                                                      | A330ceo                                               |                       |        |
| Chongqing                                    | Aeropuerto Internacional de Chongqing-Jiangbei | Tianjin Airlines                                                                      | A330-243                                              |                       |        |
| Guangzhou                                    | Aeropuerto Internacional de Cantón-Baiyun      | China Southern Airlines                                                               | A350-941                                              |                       |        |
| Haikou                                       | Aeropuerto Internacional de Haikou-Meilan      | Hainan Airlines                                                                       | A330-343* / B787-9                                    |                       |        |
| Jinan                                        | Aeropuerto Internacional de Jinan-Yaoqiang     | China Eastern Airlines                                                                | A330-243                                              |                       |        |
| Hangzhou                                     | Aeropuerto Internacional de Hangzhou-Xiaoshan  | China Eastern Airlines                                                                | A330-243                                              |                       |        |
| Nankín                                       | Aeropuerto Internacional de Nankín-Lukou       | China Eastern Airlines                                                                | A330-243                                              |                       |        |
| Pekín                                        | Aeropuerto Internacional de Pekín-Capital      | Air China                                                                             | B787-9                                                |                       |        |
| Qingdao                                      | Aeropuerto Internacional de Qingdao Jiaodong   | Beijing Capital Airlines                                                              | A330ceo                                               |                       |        |
| Shanghái                                     | Aeropuerto Internacional de Shanghái-Pudong    | China Eastern Airlines Qantas                                                         |                                                       |                       |        |
| Shenzhen                                     | Aeropuerto Internacional de Shenzhen-Bao'an    | China Southern Airlines                                                               | A330ceo                                               |                       |        |
| Taiyuan                                      | Aeropuerto Internacional de Taiyuan-Wusu       | Hainan Airlines                                                                       | A330-343*                                             |                       |        |
| Tianjin                                      | Aeropuerto Internacional de Tianjin-Binhai     | Tianjin Airlines                                                                      | A330-243                                              |                       |        |
| Wuhan                                        | Aeropuerto Internacional de Wuhan-Tianhe       | China Eastern Airlines                                                                | A330-243                                              |                       |        |
| Xi'an                                        | Aeropuerto Internacional de Xi'an-Xianyang     | China Eastern Airlines                                                                | A330-243                                              |                       |        |
| Xiamen                                       | Aeropuerto Internacional de Xiamen-Gaoqi       | Xiamen Airlines                                                                       | B787                                                  |                       |        |
| Zhengzhou                                    | Aeropuerto Internacional de Zhengzhou Xinzheng | Tianjin Airlines                                                                      | A330-243                                              |                       |        |
| Corea del Sur (1 destino, 5 aerolíneas)      |                                                |                                                                                       |                                                       |                       |        |
| Seúl                                         | Aeropuerto Internacional de Incheon            | Asiana Airlines Jetstar Airways Korean Air Qantas T'way Airlines                      | A350-941 A321-251NXLR B777-3B5ER A330ceo A330-343X    |                       |        |
| EAU (2 destinos, 2 aerolíneas)               |                                                |                                                                                       |                                                       |                       |        |
| Abu Dabi                                     | Aeropuerto Internacional de Abu Dabi           | Etihad Airways                                                                        | B7x7                                                  |                       |        |
| Dubái                                        | Aeropuerto Internacional de Dubái              | Emirates                                                                              | A380-800                                              |                       |        |
| Filipinas (1 destino, 3 aerolíneas)          |                                                |                                                                                       |                                                       |                       |        |
| Manila                                       | Aeropuerto Internacional Ninoy Aquino          | Cebu Pacific Air Philippine Airlines Qantas                                           | A330-343E A330-343* A330ceo                           |                       |        |
| Hong Kong (1 destino, 2 aerolíneas)          |                                                |                                                                                       |                                                       |                       |        |
| Hong Kong                                    | Aeropuerto Internacional de Hong Kong          | Cathay Pacific Qantas                                                                 | A350-941 B787-9                                       |                       |        |
| India (2 destinos, 2 aerolíneas)             |                                                |                                                                                       |                                                       |                       |        |
| Bangalore                                    | Aeropuerto Internacional Kempegowda            | Qantas                                                                                | A330ceo                                               |                       |        |
| Delhi                                        | Aeropuerto Internacional Indira Gandhi         | Air India                                                                             | B787-8                                                |                       |        |
| Indonesia (2 destinos, 6 aerolíneas)         |                                                |                                                                                       |                                                       |                       |        |
| Denpasar                                     | Aeropuerto Internacional Ngurah Rai            | Batik Air Batik Air Malaysia Garuda Indonesia Jetstar Airways Qantas Virgin Australia | B737 A330-34* A330ceo B737                            |                       |        |
| Yakarta                                      | Aeropuerto Internacional Soekarno-Hatta        | Garuda Indonesia Qantas                                                               | A330-34* A330-200                                     |                       |        |
| Japón (2 destinos, 4 aerolíneas)             |                                                |                                                                                       |                                                       |                       |        |
| Osaka                                        | Aeropuerto Internacional de Kansai             | Jetstar Airways                                                                       |                                                       |                       |        |
| Tokio                                        | Aeropuerto Internacional de Haneda             | All Nippon Airways Japan Airlines Qantas                                              | B787-9                                                |                       |        |
| Malasia (1 destino, 2 aerolíneas)            |                                                |                                                                                       |                                                       |                       |        |
| Kuala Lumpur                                 | Aeropuerto Internacional de Kuala Lumpur       | AirAsia X Batik Air Malaysia Malaysia Airlines                                        | A330-343* B737 A330-323*                              |                       |        |
| Singapur (1 destino, 4 aerolíneas)           |                                                |                                                                                       |                                                       |                       |        |
| Singapur                                     | Aeropuerto Internacional de Singapur           | British Airways Qantas Scoot Singapore Airlines                                       | B787-9 A380-842 B787-9 A380-841, A350-941, B777-312ER |                       |        |
| Sri Lanka (1 destino, 1 aerolínea)           |                                                |                                                                                       |                                                       |                       |        |
| Colombo                                      | Aeropuerto Internacional Bandaranaike          | SriLankan Airlines                                                                    | A330-343E                                             |                       |        |
| Tailandia (2 destinos, 4 aerolíneas)         |                                                |                                                                                       |                                                       |                       |        |
| Bangkok                                      | Aeropuerto Internacional Suvarnabhumi          | Qantas Thai AirAsia X Thai Airways                                                    | A330ceo A330-343*                                     |                       |        |
| Phuket                                       | Aeropuerto Internacional de Phuket             | Jetstar Airways                                                                       | B787-8                                                |                       |        |
| Taiwán (1 destino, 1 aerolínea)              |                                                |                                                                                       |                                                       |                       |        |
| Taipéi                                       | Aeropuerto Internacional de Taiwán Taoyuan     | China Airlines                                                                        | A350-941                                              |                       |        |
| Vietnam (2 destinos, 3 aerolíneas)           |                                                |                                                                                       |                                                       |                       |        |
| Ciudad de Ho Chi Minh                        | Aeropuerto Internacional de Tan Son Nhat       | Jetstar Airways VietJet Air Vietnam Airlines                                          | B787-8 A330-343*                                      |                       |        |
| Hanói                                        | Aeropuerto Internacional de Nội Bài            | VietJet Air Vietnam Airlines                                                          | A3xx                                                  |                       |        |
| Europa                                       |                                                |                                                                                       |                                                       |                       |        |
| Francia (1 destino, 1 aerolínea)             |                                                |                                                                                       |                                                       |                       |        |
| París                                        | Aeropuerto de París-Charles de Gaulle          | Qantas                                                                                |                                                       |                       |        |
| Italia                                       |                                                |                                                                                       |                                                       |                       |        |
| Roma                                         | Aeropuerto de Roma-Fiumicino                   | Qantas (Estacional)                                                                   |                                                       |                       |        |
| Reino Unido (1 destino, 2 aerolíneas)        |                                                |                                                                                       |                                                       |                       |        |
| Londres                                      | Aeropuerto de Londres-Heathrow                 | British Airways (Vía SIN) Qantas (Vía SIN)                                            | A380-842                                              |                       |        |
| Turquía (1 destino, 1 aerolínea)             |                                                |                                                                                       |                                                       |                       |        |
| Estambul                                     | Aeropuerto de Estambul                         | Turkish Airlines (Via KUL) (Inicia 4 de diciembre de 2024)                            |                                                       |                       |        |
| Oceanía                                      |                                                |                                                                                       |                                                       |                       |        |
| Fiyi (1 destino, 3 aerolíneas)               |                                                |                                                                                       |                                                       |                       |        |
| Nadi                                         | Aeropuerto Internacional de Nadi               | Fiji Airways Jetstar Airways Qantas Virgin Australia                                  | A32x B737-838 B737                                    |                       |        |
| Islas Cook (1 destino, 1 aerolínea)          |                                                |                                                                                       |                                                       |                       |        |
| Rarotonga                                    | Aeropuerto Internacional Rarotonga             | Jetstar Airways                                                                       | A321-251NXLR                                          |                       |        |
| Isla Norfolk (1 destino, 1 aerolínea)        |                                                |                                                                                       |                                                       |                       |        |
| Isla Norfolk                                 | Aeropuerto de la Isla Norfolk                  | Qantas                                                                                | B737-838                                              |                       |        |
| Nueva Caledonia (1 destino, 2 aerolíneas)    |                                                |                                                                                       |                                                       |                       |        |
| Numea                                        | Aeropuerto Internacional La Tontouta           | Aircalin Qantas                                                                       | A3xx B737-838                                         |                       |        |
| Nueva Zelanda (4 destinos, 7 aerolíneas)     |                                                |                                                                                       |                                                       |                       |        |
| Auckland                                     | Aeropuerto Internacional de Auckland           | Air New Zealand China Eastern Airlines Jetstar Airways Qantas Virgin Australia        | A330-243 A32x B787-9 B737                             |                       |        |
| Christchurch                                 | Aeropuerto Internacional de Christchurch       | Air New Zealand Emirates Jetstar Airways Qantas Virgin Australia                      | A32x A380-800 A32x B737-838 B737                      |                       |        |
| Queenstown                                   | Aeropuerto Internacional de Queenstown         | Air New Zealand Jetstar Airways Qantas Virgin Australia                               | A32x B737-838 B737                                    |                       |        |
| Wellington                                   | Aeropuerto Internacional de Wellington         | Air New Zealand Qantas                                                                | A32x B737-838                                         |                       |        |
| Papúa Nueva Guinea (1 destino, 2 aerolíneas) |                                                |                                                                                       |                                                       |                       |        |
| Port Moresby                                 | Aeropuerto Internacional de Jacksons           | Air Niugini Qantas                                                                    |                                                       |                       |        |
| Samoa (1 destino, 1 aerolínea)               |                                                |                                                                                       |                                                       |                       |        |
| Apia                                         | Aeropuerto Internacional Faleolo               | Virgin Australia                                                                      | B737                                                  |                       |        |
| Tonga (1 destino, 1 aerolínea)               |                                                |                                                                                       |                                                       |                       |        |
| Nukualofa                                    | Aeropuerto Internacional Fua'amotu             | Qantas Virgin Australia                                                               | B737                                                  |                       |        |
| Vanuatu (1 destino, 1 aerolínea)             |                                                |                                                                                       |                                                       |                       |        |
| Port Vila                                    | Aeropuerto Internacional Bauerfield            | Air Vanuatu                                                                           |                                                       |                       |        |

### Carga

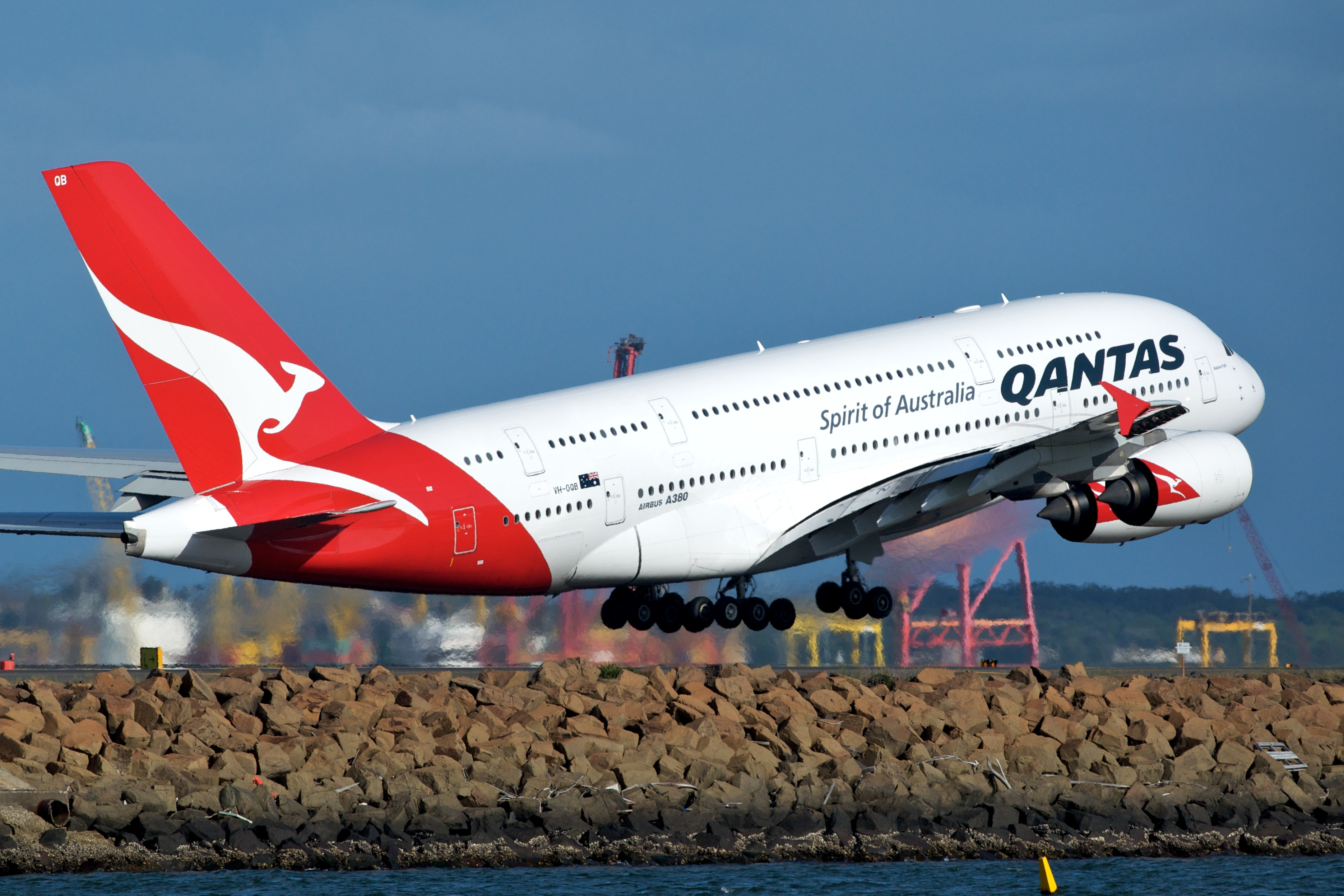
Un A380 de Qantas despegando.

| Aerolíneas                                              | Destinos                                                                                       |
| ------------------------------------------------------- | ---------------------------------------------------------------------------------------------- |
| Cathay Pacific Cargo                                    | Hong Kong, Melbourne                                                                           |
| DHL                                                     | Auckland, Brisbane, Cairns, Melbourne, Nournea                                                 |
| Emirates SkyCargo                                       | Dubái, Hong Kong, Singapur                                                                     |
| British Airways Cargas                                  | Londres, Reino Unido                                                                           |
| FedEx                                                   | Guangzhou, Los Ángeles, Manila, Honolulu                                                       |
| Garuda Cargo                                            | Yakarta-Soekarno Hatta                                                                         |
| Korean Air Cargo                                        | Guangzhou, Seúl-Incheon                                                                        |
| MASkargo                                                | Da Nang, Kuala Lumpur                                                                          |
| Qantas Freight                                          | Chongqing, Chicago-O'Hare, Hong Kong, Yakarta-Soekarno Hatta. Honolulu, Medan, Shanghái-Pudong |
| Qantas Freight operado por Express Freighters Australia | Auckland, Brisbane, Christchurch, Melbourne                                                    |
| Singapore Airlines Cargo                                | Adelaida, Auckland, Melbourne, Singapur                                                        |
| Thai Airways Cargo                                      | Bangkok                                                                                        |
| Toll Priority                                           | Brisbane, Melbourne                                                                            |
| UPS                                                     | Anchorage, Nadi, Honolulu, Los Ángeles                                                         |

## Estadísticas

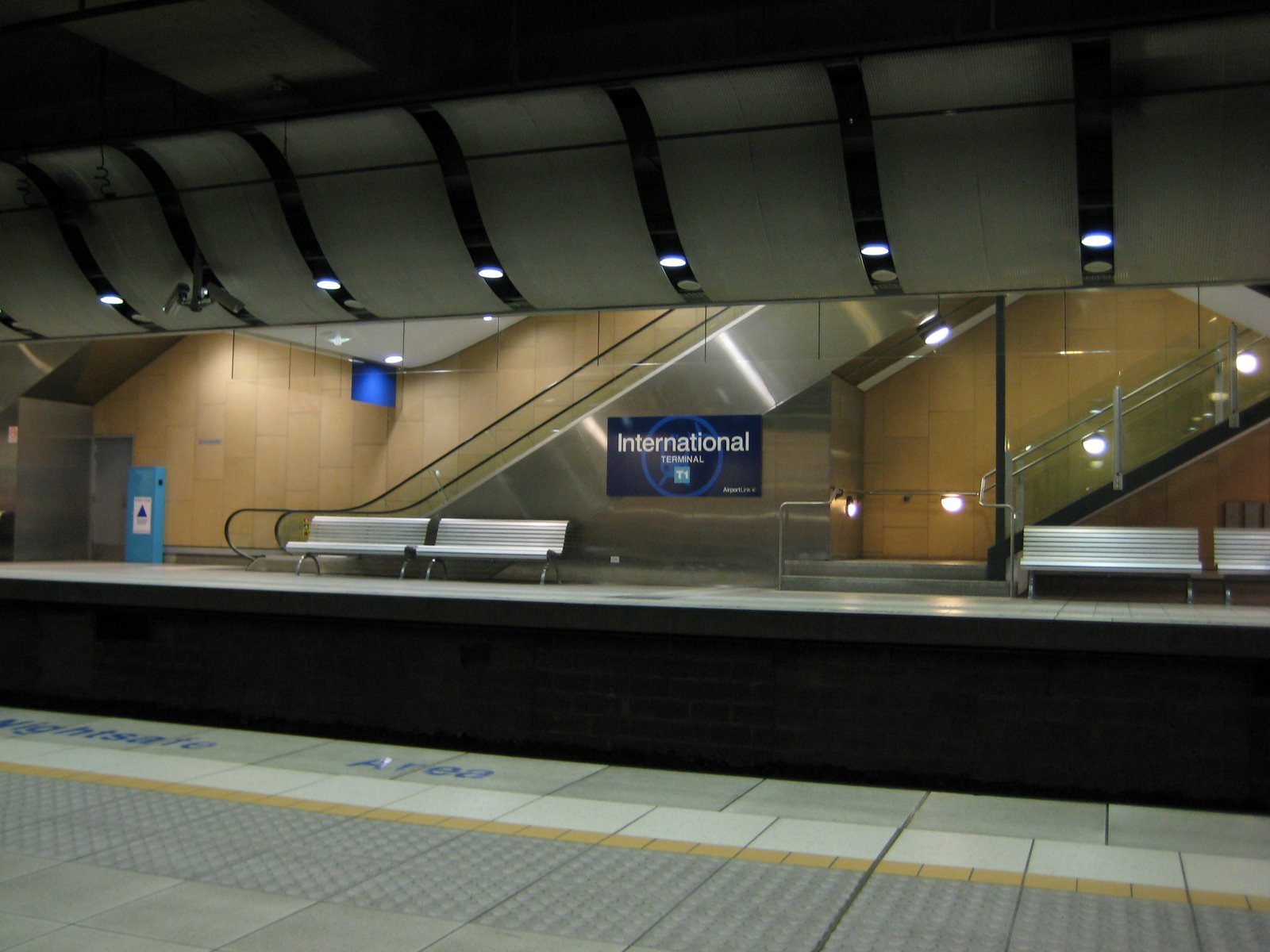
Estación de la terminal internacional del aeropuerto

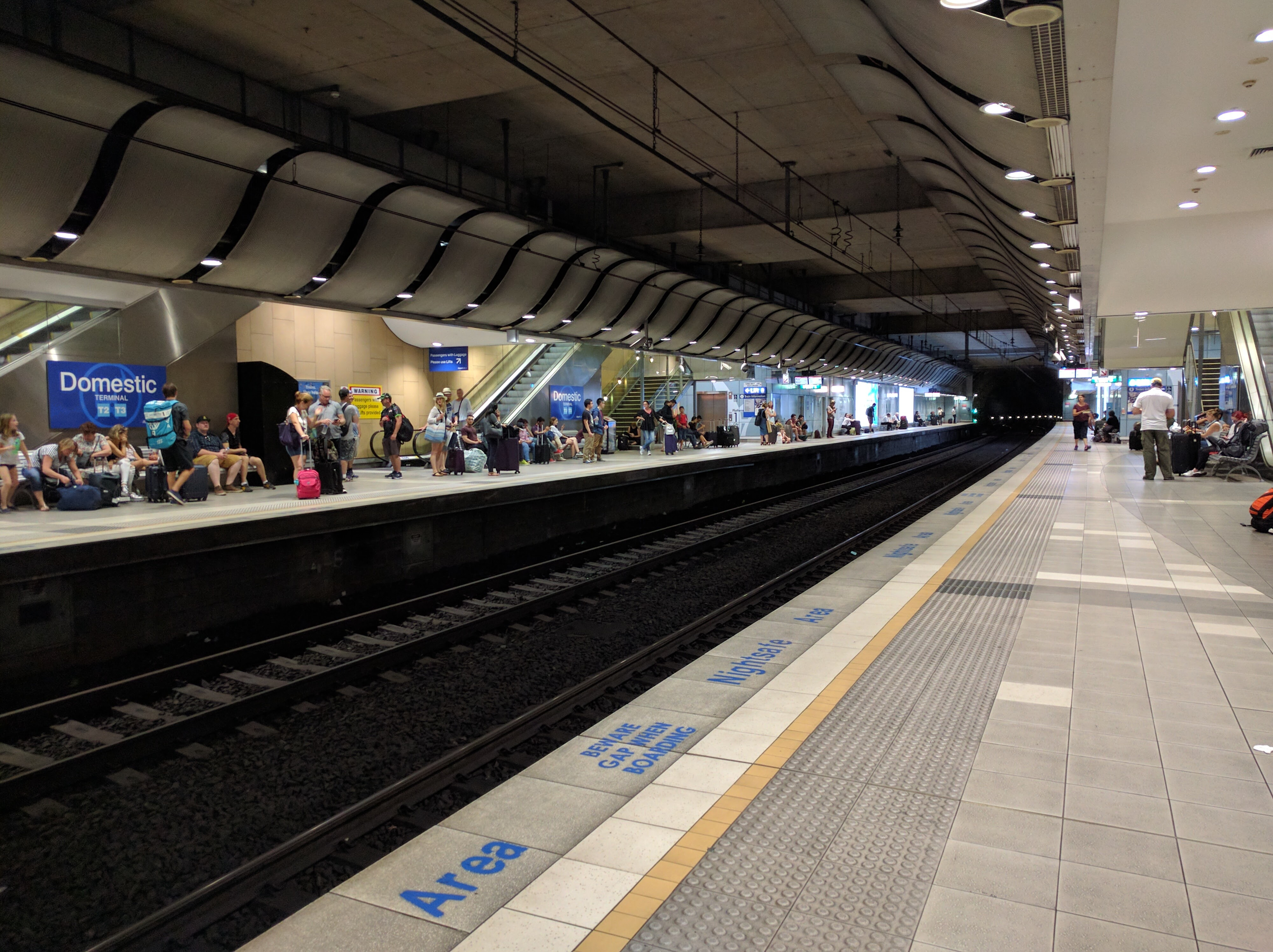
Estación de la terminal de cabotaje

Ver fuente y consulta Wikidata.